# Micachu
Mica Levi (/ˈmiːkə ˈliːvi/; Surrey, 28 de febrer de 1987), també coneguda pel seu nom artístic Micachu, és una cantant, compositora, i productora anglesa. Té formació clàssica i des del 2008 han llançat música pop experimental amb la seva banda Good Sad Happy Bad (abans Micachu and the Shapes), inclòs el seu àlbum de debut elogiat per la crítica Jewellery el 2009.
El 2014, Levi es va dedicar a la composició cinematogràfica, creant la partitura per a la pel·lícula de Jonathan Glazer Under the Skin. El seu treball va ser àmpliament elogiat i Levi va rebre el Premi del Cinema Europeu al millor compositor i una nominació al BAFTA a la millor música. La seva banda sonora de Jackie de Pablo Larraín va rebre una nominació a l'Oscar a la millor banda sonora.

## Primers anys
Levi va néixer i es va criar a Surrey, Anglaterra, i va estudiar a la Purcell School for Young Musicians des dels nou anys. El seu pare és professor visitant de música a Royal Holloway, Universitat de Londres, i la seva mare ensenya violoncel. La seva àvia paterna era romanesa. Levi va començar a escriure i tocar música als quatre anys.

## Música
Levi es va traslladar a Londres quan era adolescent i va actuar com a DJ i va llançar un mixtape titulat Filthy Friends, que es va publicar a la seva pàgina oficial de Myspace. Per Filthy Friends van comptar amb l'ajuda d'amics i músics de diferents procedències, com ara MCs Baker Trouble, Brother May, Man Like Jo i Ghostpoet, el cantautor Jack Peñate, la banda de jazz Troyka, la banda de pop londinenca Golden Silvers i els productors Kwes i Toddla T. Després del seu llançament, Filthy Friends es va convertir en una de les popularitats de l'escena de clubs de Londres.
Mentre era estudiant a Guildhall, Levi va rebre l'encàrrec d'escriure una peça orquestral per a la London Philharmonic Orchestra que es va interpretar al Royal Festival Hall l'abril de 2008.
Levi va ser artista resident al Southbank Centre de Londres el 2010.
Levi va coescriure i produir l'EP I'm Not Dancing de Tirzah, que va ser llançat per Greco-Roman Records l'agost de 2013, amb l'aclamació de la crítica.
Levi va contribuir a la banda sonora de Ceremony de Phil Collins al Festival Internacional de Manchester 2017.

### The Shapes / Good Sad Happy Bad
Levi va formar una banda anomenada Micachu and the Shapes, que incloïa Raisa Khan als teclats i Marc Pell a la bateria. Van signar amb Accidental Records. Amb els Shapes, el focus de Levi era la música pop experimental. La major part de la música presentava de manera destacada una mitja guitarra acústica amb diverses afinacions no estàndard, una àmplia distorsió i l'ús de soroll i elements d'objectes trobats, així com de vegades signes de temps inusuals. Malgrat aquestes tendències experimentals, l'artista classifica la seva producció amb els Shapes com a "música pop".
El seu àlbum debut, Jewellery, produït amb el músic electrònic Matthew Herbert, va ser gravat al voltant dels estudis de composició de Levi a la Guildhall School. Arran del creixent buzz, Micachu and the Shapes van signar amb Rough Trade, que va publicar Jewellery el 9 de març de 2009 per elogis de la crítica. La banda va actuar amb la London Sinfonietta a Kings Place, Londres, el maig de 2010, i el març de 2011 va publicar l'enregistrament en directe com l'àlbum Chopped and Screwed. El següent al seu debut, Never, va ser llançat el 23 de juliol de 2012. Aleshores la banda va llançar l'àlbum Good Sad Happy Bad' ' l'11 de setembre de 2015.
El març de 2016, la banda va anunciar a les xarxes socials que canviaria el seu nom a Good Sad Happy Bad. La banda es va expandir a quatre peces, afegint-hi el multiinstrumentalista i productor CJ Calderwood i Raisa Khan es van convertir en el vocalista principal de la banda.

## Bandes sonores de pel·lícules
La primera banda sonora important de Levi va ser per a la pel·lícula de Jonathan Glazer del 2014 Under the Skin. La pel·lícula es basa en la novel·la del mateix nom de Michel Faber i protagonitzada per Scarlett Johansson. Produït als 26 anys i creat en col·laboració amb Glazer, els temes de la partitura de la pel·lícula de Levi estan tan estretament integrats a la pel·lícula que li donen una qualitat simbiòtica, en la qual l'audició se sent inseparable del visual. La banda sonora va ser àmpliament aclamada per superar els límits de la música i el disseny de so i Levi va ser nominat a diversos premis. Van guanyar el millor compositor als Pemis del Cinema Europeu de 2014, i empatat amb Jonny Greenwood a la millor música/partitura als Premis de la Crítica de Cinema de Los Angeles 2014. També van ser nominats pel BAFTA a la millor música de pel·lícula.
L'any 2016, Levi va completar la seva segona banda sonora important, per a la pel·lícula biogràfica de Pablo Larraín sobre Jacqueline Kennedy Onassis Jackie. Larraín havia estat jurat a la Mostra de Cinema de Venècia de 2013 i pensava que Under the Skin es mereixia un premi a la banda sonora. El compositor Ryuichi Sakamoto, també membre del jurat, va quedar captivat per l'atrevida partitura de Levi per a la pel·lícula, i ell i Larraín van parlar apassionadament del seu èxit, que va portar a la col·laboració a Jackie. Levi va ser nominada a l'Millor Banda sonora original als Premis Oscar de 2016, cosa que la va convertir en el cinquè no masculí nominat a la categoria, però va perdre davabt de Justin Hurwitz per La La Land.
La tercera banda sonora principal de Levi va ser per a la pel·lícula de ciència-ficció del 2017 Marjorie Prime i la quarta va ser per a la pel·lícula del 2019 Monos. El desembre de 2019, es va anunciar que escriurien la partitura per a la pel·lícula de thriller de comèdia negra Zola.
El 2020, Levi va compondre la partitura de Mangrove, el primer episodi llargmetratge de la minisèrie de Steve McQueen per BBC/Amazon Small Axe.

## Vida personal
El desembre de 2020, Levi es va definir com a no binari.

## Discografia

### Àlbums d'estudi
| Any  | Detalls de làlbum                                                                                 |
| ---- | ------------------------------------------------------------------------------------------------- |
| 2009 | Jewellery - Estrena: 9 de març de 2009 - Segell: Accidental, Rough Trade                          |
| 2012 | Never (with the Shapes) - Estrena: 23 de juliol de 2012 - Segell: Rough Trade                     |
| 2014 | Under the Skin (OST) - Estrena: 17 de març de 2014 - Segell: Milan, Rough Trade                   |
| 2015 | Good Sad Happy Bad (amb the Shapes) - Estrena: 11 de setembre de 2015 - Segell: Rough Trade       |
| 2016 | Remain Calm (amb Oliver Coates) - Estrena: 25 de novembre de 2016 - Segell: Slip                  |
| 2016 | Jackie (OST) - Estrena: 16 de desembre de 2016 - Segell: Milan                                    |
| 2018 | Slow Dark Green Murky Waterfall (amb Eliza McCarthy) - Estrena: 24 d'octubre 2018 - Segelll: Slip |
| 2019 | Monos (OST) - Estrena: 30 d'agost de 2019 - Segell: Invada, Lakeshore                             |
| 2020 | Shades (amb Good Sad Happy Bad) - Estrena: 16 d'octubre de 2020 - Segell: Textile Records         |
| 2020 | Ruff Dog - Estrena: 16 de desembre de 2020 - Autoproducció                                        |
| 2021 | Blue Alibi - Estrena: 27 de gener de 2021 - Autoproducció                                         |
| 2021 | Zola (OST) - Estrena: 1 de juliol de 2021 - Segelll: Invada                                       |

### Àlbums en directe
| Any  | Detalls de l'àlbum |
| ---- | --- |
| 2011 | Chopped and Screwed (amb the Shapes i la London Sinfonietta) - Estreba: 23 de març de 2011 (Australia), 28 March 2011 (Rest of world) - Segell: Remote Control, Rough Trade |

### Mixtapes
| Any  | Detalls |
| ---- | --- |
| 2009 | Filthy Friends - Estrena: 9 de febrer de 2009 - Segell: Autoproducció - Formats: CD, descàrrega digital                                                                            |
| 2010 | Kwesachu Mixtape Vol.1 amb Kwes. - Estrena: 5 de juny de 2009 - Segell: Autoproducció - Formats: Cassette Tape, descàrrega digital                                                 |
| 2011 | Meat Batch amb Kwake Bass - Estrena: 22 de març de 2011 - Segell: For BTS Radio - Formats: descàrrega digital                                                                      |
| 2011 | Chopped & Screwed Mixtape amb Brother May - Estrena: 2011 - Segell: Autoproducció - Formats: descàrrega digital                                                                    |
| 2012 | Kwesachu Vol. 2 amb Kwes. - Estrena: 30 d’abril de 2012 - Segell: Autoproducció - Formats: Cassette Tape, descàrrega digital                                                       |
| 2014 | Feeling Romantic Feeling Tropical Feeling Ill - Estrena: 27 de novembre de 2014 - Segell: Autoproducció (Demdike Stare Autoproducció) - Formats: Cassette Tape, descàrrega digital |

### Singles / EPs
- "Golden Phone" (2008)
- "Lips" (2009)
- "Turn Me Well" (2009)
- "I'm Not Dancing" (2013) (amb Tirzah)
- "No Romance" (2014) (amb Tirzah)
- "Thinking of You" (2015) (amb Nozinja, Tirzah i Mumdance)
- "Make It Up" (2015) (amb Tirzah)
- "Taz and May Vids" (2016) (amb Tirzah i Brother May)
- "Looking Up at the Sun / Mash One" (2016) (amb Good Sad Happy Bad)
- "Clothes Wear Me" (2016) (amb KEVIN)
- "Delete Beach" (2017)
- "Obviously" (2018) (amb Tirzah com Taz & Meeks)

### Producció
| Any  | Artist                                           | Títol                                                                                      | Àlbum                                                                                    | Segell                       | Crèdit                                                                                                  |
| ---- | ------------------------------------------------ | ------------------------------------------------------------------------------------------ | ---------------------------------------------------------------------------------------- | ---------------------------- | --- |
| 2021 | Arca                                             | "Muñecas"                                                                                  | Kick II (LP)                                                                             | XL                           | Coproducció with Arca                                                                                   |
| 2021 | Tirzah                                           | tots els temes                                                                             | Colourgrade (LP)                                                                         | Domino                       | Producció, co-mixing amb Kwes                                                                           |
| 2019 | Wiki                                             | 'Dame Aquí (feat. Princess Nokia)'                                                         | Oofie (LP)                                                                               | Wikset                       | Coproducció amb Alex Epton, Rob Mack i Tony Seltzer                                                     |
| 2019 | Mica Levi                                        | tots els temes                                                                             | Monos (OST, LP)                                                                          | Invada, Lakeshore            | Compositor, producció                                                                                   |
| 2019 | Brother May                                      | tots els temes                                                                             | Aura Type Orange (LP)                                                                    | Autoproducció                | Producció de tots els temes; Coproducció de 'Reppin' amb Rob McCormack i 'Backpack Melody' amb Coby Sey |
| 2018 | Tirzah                                           | tots els temes                                                                             | Devotion (LP)                                                                            | Domino                       | Producció, co-mixing amb Kwes                                                                           |
| 2018 | Taz & Meeks                                      | 'Obviously'                                                                                | Taz & Meeks / Brother May / Coby Sey (Compilation EP); Curl Compilation (Compilation LP) | Curl                         | Producció                                                                                               |
| 2017 | Mica Levi                                        | tots els temes                                                                             | Delete Beach (Single)                                                                    | DDS                          | Producció                                                                                               |
| 2016 | Mica Levi                                        | tots els temes                                                                             | Jackie (OST, LP)                                                                         | Milan                        | Compositor, Producció                                                                                   |
| 2016 | Mica Levi & Oliver Coates                        | tots els temes                                                                             | Remain Calm (LP)                                                                         | Slip                         | Coproducció amb Oliver Coates                                                                           |
| 2016 | Good Sad Happy Bad                               | tots els temes                                                                             | Mash One / Looking Up at the Sun (Single)                                                | Autoproducció                | Coproducció com a part de Good Sad Happy Bad                                                            |
| 2016 | Brother May                                      | tots els temes                                                                             | May & Meeks (EP)                                                                         | Curl                         | Producció de tots els temes, mixing                                                                     |
| 2016 | Micachu                                          | tots els temes                                                                             | Taz & May Vids (EP)                                                                      | DDS                          | Producció de tots els temes, mixing                                                                     |
| 2015 | Wiki                                             | 'Cherry Tree'                                                                              | Lil Me (Mixtape)                                                                         | Letter Racer                 | Coproducció amb Sporting Life                                                                           |
| 2015 | Tirzah                                           | tots els temes                                                                             | Make It Up (Single)                                                                      | Greco Roman                  | Producció                                                                                               |
| 2014 | DELS                                             | 'RGB'                                                                                      | Petals Have Fallen (LP)                                                                  | Big Dada                     | Producció                                                                                               |
| 2014 | Micachu                                          | tots els temes                                                                             | Feeling Romantic Feeling Tropical Feeling Ill (Mixtape)                                  | DDS                          | Composició, Producció                                                                                   |
| 2014 | Micachu and the Shapes                           | tots els temes                                                                             | Good Sad Happy Bad (LP)                                                                  | Rough Trade                  | Coproducció com a part de Micachu and the Shapes                                                        |
| 2014 | Tirzah                                           | tots els temes                                                                             | No Romance (EP)                                                                          | Greco Roman                  | Producció                                                                                               |
| 2014 | Mica Levi                                        | tots els temes                                                                             | Under the Skin (OST, LP)                                                                 | Rough Trade, Milan           | Producció                                                                                               |
| 2013 | Tirzah                                           | tots els temes                                                                             | I'm Not Dancing (EP)                                                                     | Greco Roman                  | Producció                                                                                               |
| 2012 | Micachu and the Shapes                           | tots els temes                                                                             | Never (LP)                                                                               | Rough Trade                  | Coproducció com a part de Micachu and the Shapes                                                        |
| 2012 | Kwesachu                                         | tots els temes                                                                             | Kwesachu Vol. 2 (Mixtape)                                                                | Autoproducció                | Producció amb Kwes                                                                                      |
| 2011 | DELS                                             | 'Violina', 'Melting Patterns'                                                              | Gob (LP)                                                                                 | Big Dada                     | Producció                                                                                               |
| 2011 | Micachu hosted by Brother May                    | tots els temes                                                                             | Chopped & Screwed Mixtape (Mixtape)                                                      | Autoproducció                | Producció                                                                                               |
| 2011 | Micachu & Kwake Bass                             | tots els temes                                                                             | Meat Batch (Mixtape)                                                                     | BTS Radio                    | Producció                                                                                               |
| 2010 | Micachu & the Shapes with the London Sinfonietta | tots els temes                                                                             | Chopped & Screwed (LP)                                                                   | Remote Control i Rough Trade | Coproducció com a part de Micachu and the Shapes                                                        |
| 2009 | Kwesachu                                         | la major part dels temes inclosos 'Closer (cover de la cançó de Ne-Yo) ft. Romy of The xx' | Kwesachu Mixtape Vol.1 (Mixtape)                                                         | Autoproducció                | Producció amb Kwes                                                                                      |
| 2009 | Micachu and the Shapes                           | tots els temes                                                                             | Jewellery (LP)                                                                           | Rough Trade                  | Coproducció com a part de Micachu and the Shapes w/ Matthew Herbert                                     |
| 2009 | Micachu                                          | la major part dels temes                                                                   | Filthy Friends (Mixtape)                                                                 | Autoproducció                | Producció                                                                                               |

### Com a artista invitat
- Speech Debelle - "Better Days" (2009)
- Babyfather - "God Hour" (2016)
- Arca - "Think Of" i "Baby Doll" (2016)
- Mount Kimbie - "Marilyn" (2017)
- Stubborn - Mid (2020)
- Bar Italia - 	letting go makes it stay (2021)

## Premis i reconeixements
| Any  | Premis                                               | Categoria                             | Treball nominat | Resultat    | Ref.   |
| ---- | ---------------------------------------------------- | ------------------------------------- | --------------- | ----------- | ------ |
| 2013 | British Independent Film Awards                      | Millor assoliment tècnic              | Under the Skin  | Nominat     | [ 36 ] |
| 2014 | British Academy Film Awards                          | Millor banda sonora                   | Under the Skin  | Nominat     | [ 37 ] |
| 2014 | Chicago Film Critics Association Award               | Millor banda sonora                   | Under the Skin  | Guanyador   | [ 38 ] |
| 2014 | 27ns Premis del Cinema Europeu                       | Millor compositor                     | Under the Skin  | Guanyador   | [ 39 ] |
| 2014 | London Film Critics Circle Awards                    | Premi a l'assoliment tècnic           | Under the Skin  | Guanyador   | [ 40 ] |
| 2014 | Los Angeles Film Critics Association                 | Millor banda sonora                   | Under the Skin  | Guanyador   | [ 41 ] |
| 2014 | Washington D.C. Area Film Critics Association        | Millor banda sonora original          | Under the Skin  | Guanyador   | [ 42 ] |
| 2015 | ASCAP Film and Television Music Awards               | Millor banda sonora                   | Under the Skin  | Nominat     | [ 43 ] |
| 2016 | Premis Oscar de 2016                                 | Millor banda sonora original          | Jackie          | Nominat     | [ 44 ] |
| 2016 | Austin Film Critics Association Awards               | Millor banda sonora                   | Jackie          | Nominat     | [ 45 ] |
| 2016 | Boston Society of Film Critics Awards                | Millor ús de música en una pel·lícula | Jackie          | Guanyador   | [ 46 ] |
| 2016 | British Academy Film Awards                          | Millor música                         | Jackie          | Nominat     | [ 47 ] |
| 2016 | Chicago Film Critics Association Awards              | Millor banda sonora                   | Jackie          | Guanyador   | [ 48 ] |
| 2016 | Critics' Choice Movie Awards                         | Millor banda sonora                   | Jackie          | Nominat     | [ 49 ] |
| 2016 | Dallas–Fort Worth Film Critics Association Awards    | Millor banda sonora                   | Jackie          | 2n lloc     | [ 50 ] |
| 2016 | Hollywood Music in Media Awards                      | Millor banda sonora                   | Jackie          | Nominat     | [ 51 ] |
| 2016 | Houston Film Critics Society Awards                  | Millor banda sonora                   | Jackie          | Nominat     | [ 52 ] |
| 2016 | London Film Critics Circle Awards                    | Millor assoliment tècnic              | Jackie          | Nominat     | [ 53 ] |
| 2016 | Los Angeles Film Critics Association Awards          | Millor música                         | Jackie          | participant | [ 54 ] |
| 2016 | Washington D.C. Area Film Critics Association Awards | Millor banda sonora                   | Jackie          | Nominat     | [ 55 ] |
| 2020 | Premis Platino                                       | Millor música original                | Monos           | Nominat     | [ 56 ] |
| 2020 | Los Angeles Film Critics Association Awards          | Millor música                         | Lovers Rock     | participant | [ 57 ] |